# Gustare

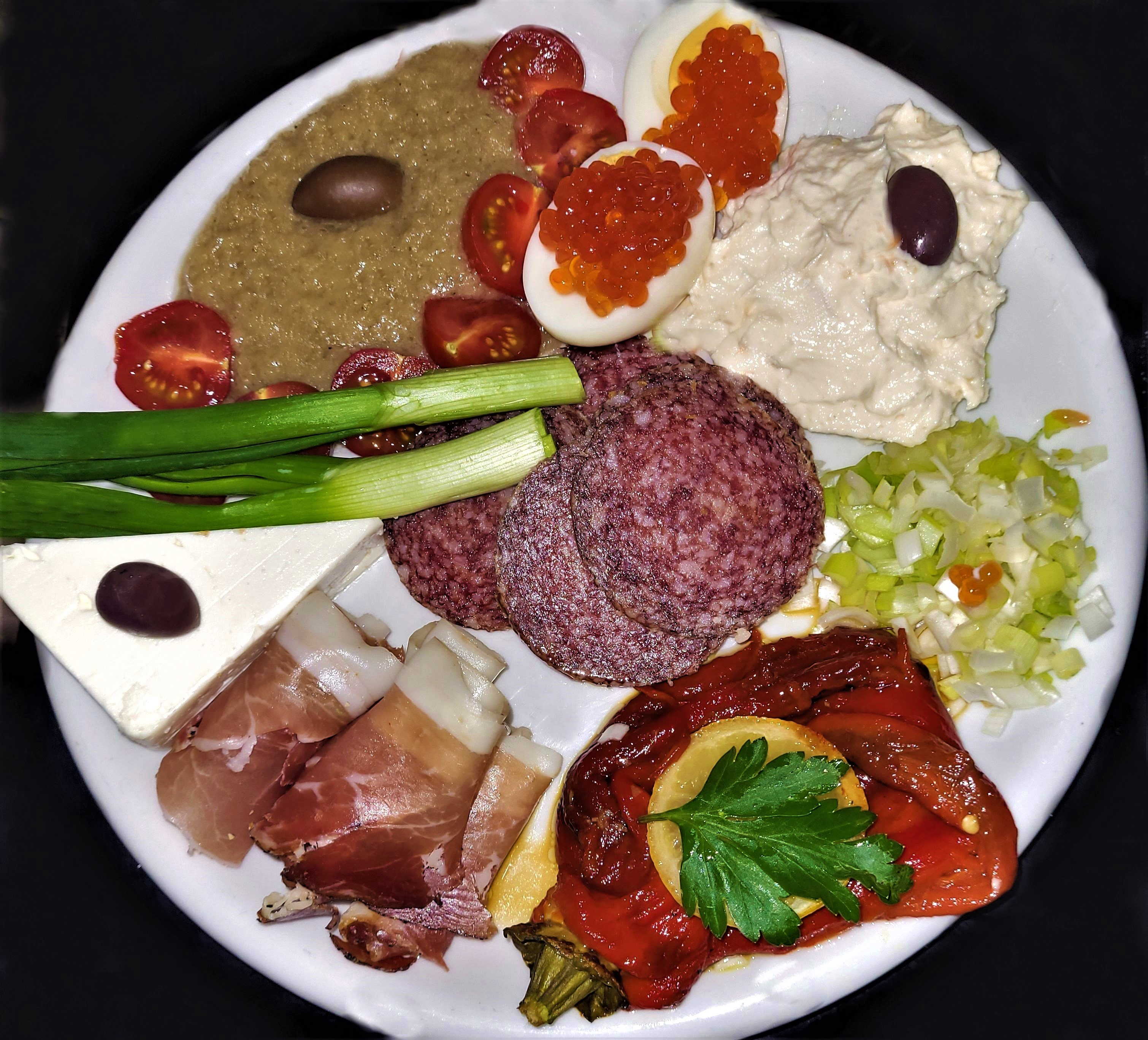
Gustare rece din bucătăria românească

Gustarea este, în gastronomia unor culturi, primul preparat (cald sau rece), oferit înaintea felului principal la prânz sau cină, de obicei în cantitate redusă, în scopul deschiderii poftei de mâncare (apetitului), dând consumatorului posibilitatea de a aprecia și celelalte preparate culinare incluse într-un meniu obișnuit. În unele țări se obișnuiește ca acest preparat să fie servit la mesele festive sau de sărbători, în schimb ce în altele, precum Spania, Portugalia, Franța, este un fel de mâncare consumat zilnic, cu orice prilej și în oricare moment al săptămânii.
În gastronomia internațională, gustările poartă denumiri variate:
- în Franța, sunt cunoscute ca hors d'œuvre și sunt adesea rafinate, fiind compuse din ingrediente precum foie gras, brânzeturi fine, legume marinate sau fructe de mare;
- în Spania, gustările se numesc tapas și se servesc în baruri, adesea acompaniate de băuturi;
- în Italia, gustarea poartă denumirea de antipasto, cuprinzând mezeluri, brânzeturi, măsline, legume la grătar sau murături;
- în Turcia și Grecia, echivalentul gustării este meze, o selecție de preparate servite împreună, de obicei alături de băuturi alcoolice.

În România, gustările pot fi:
- reci – platouri cu mezeluri, brânzeturi, legume crude, salate, ouă umplute, icre, pateuri, etc.;
- calde – minișnițele, chifteluțe, ciuperci pane, rulouri calde sau preparate de tip finger food.

Gustările pot varia în funcție de contextul social și cultural: în restaurantele fine, sunt atent aranjate și prezentate artistic, în timp ce la evenimente informale sau la bufetul suedez, sunt mai accesibile și ușor de servit.
Acestea joacă un rol important și în alimentația contemporană, fiind adaptate cerințelor moderne – cu opțiuni vegetariene, vegane, fără gluten sau inspirate din bucătării internaționale.

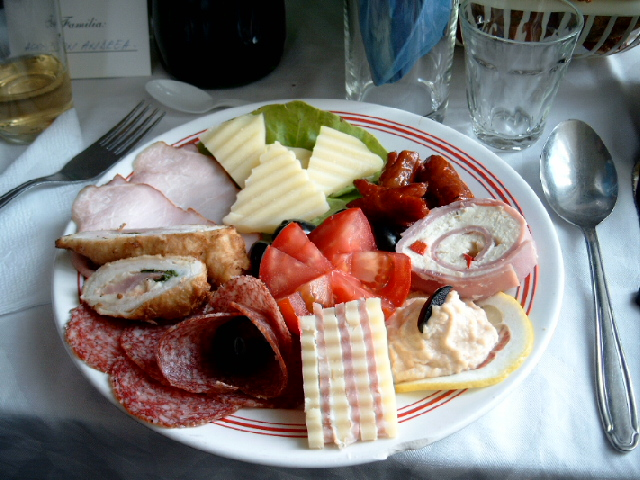
Gustare rece din bucătăria românească

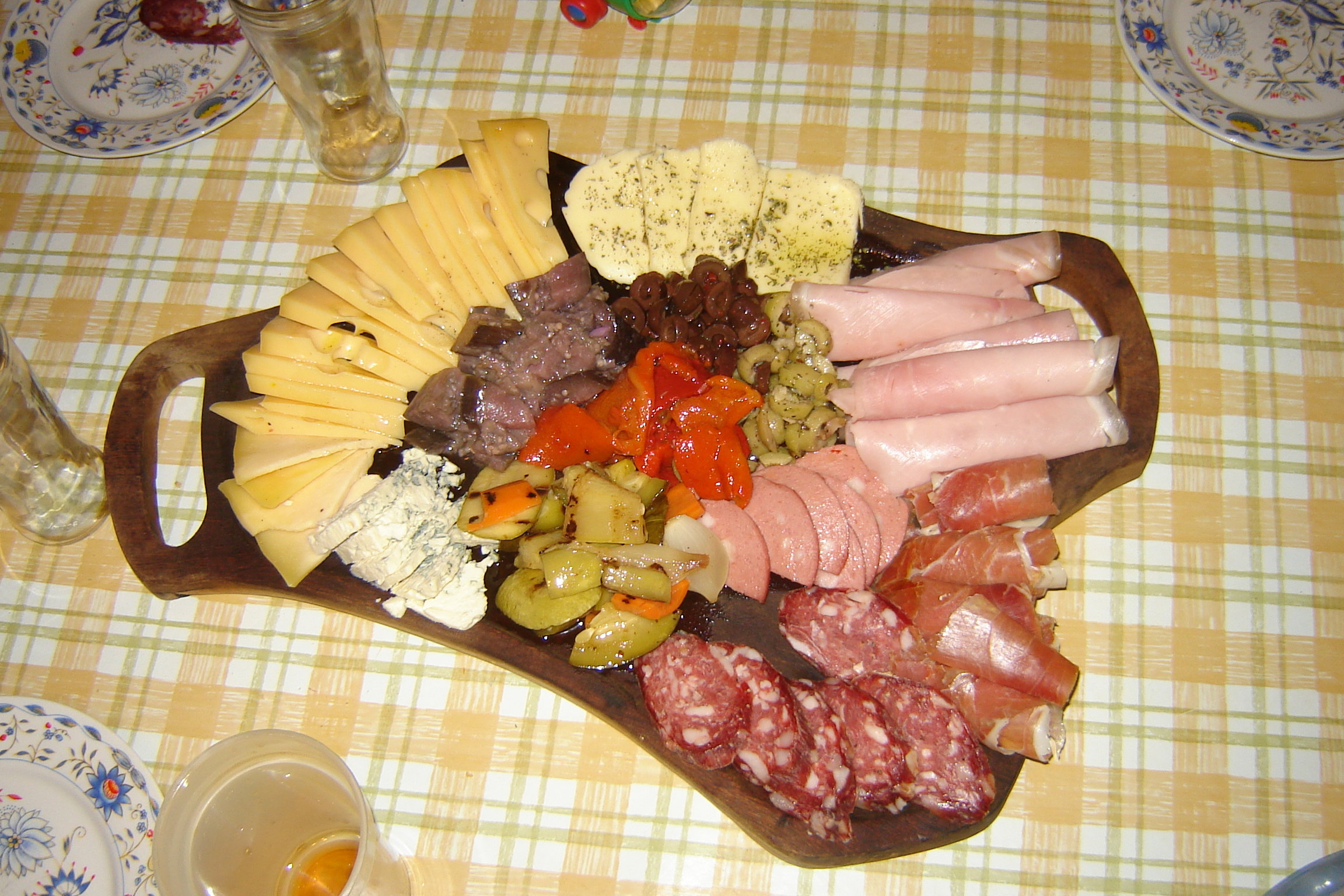
Gustare rece asortată, montată pe platou

## Descriere
Gustarea este un preparat culinar realizat din produse alimentare industriale (diferite tipuri de brânzeturi sau mezeluri), în asociere cu legume, ouă, produse din carne și pește, ciuperci, patiserie și ornate cu elemente de decor comestibile (salată verde, pătrunjel, mărar, morcov, lămâie, capere, ridiche, ardei). Gustările nu se vor combina rece și cald pe aceeași farfurie și vor fi preparate în bucăți (piese) mici (20-30 gr. la cele asortate).

## Mod de prezentare și servire
Funcție de sortimentele de gustare servite, acestea vor fi prezentate astfel: pe platouri (gustările calde sau reci servite la mese de tip: bufet suedez, recepții, cocktailuri, etc.), pe farfurie (la serviciul individual), în cupe speciale (gustările din categoria cocktailurilor și a anumitor salate de crudități). Servirea icrelor negre se face prin prezentarea cutiei originale a produsului, pe un platou cu pat de gheață sau în cupe de cristal.

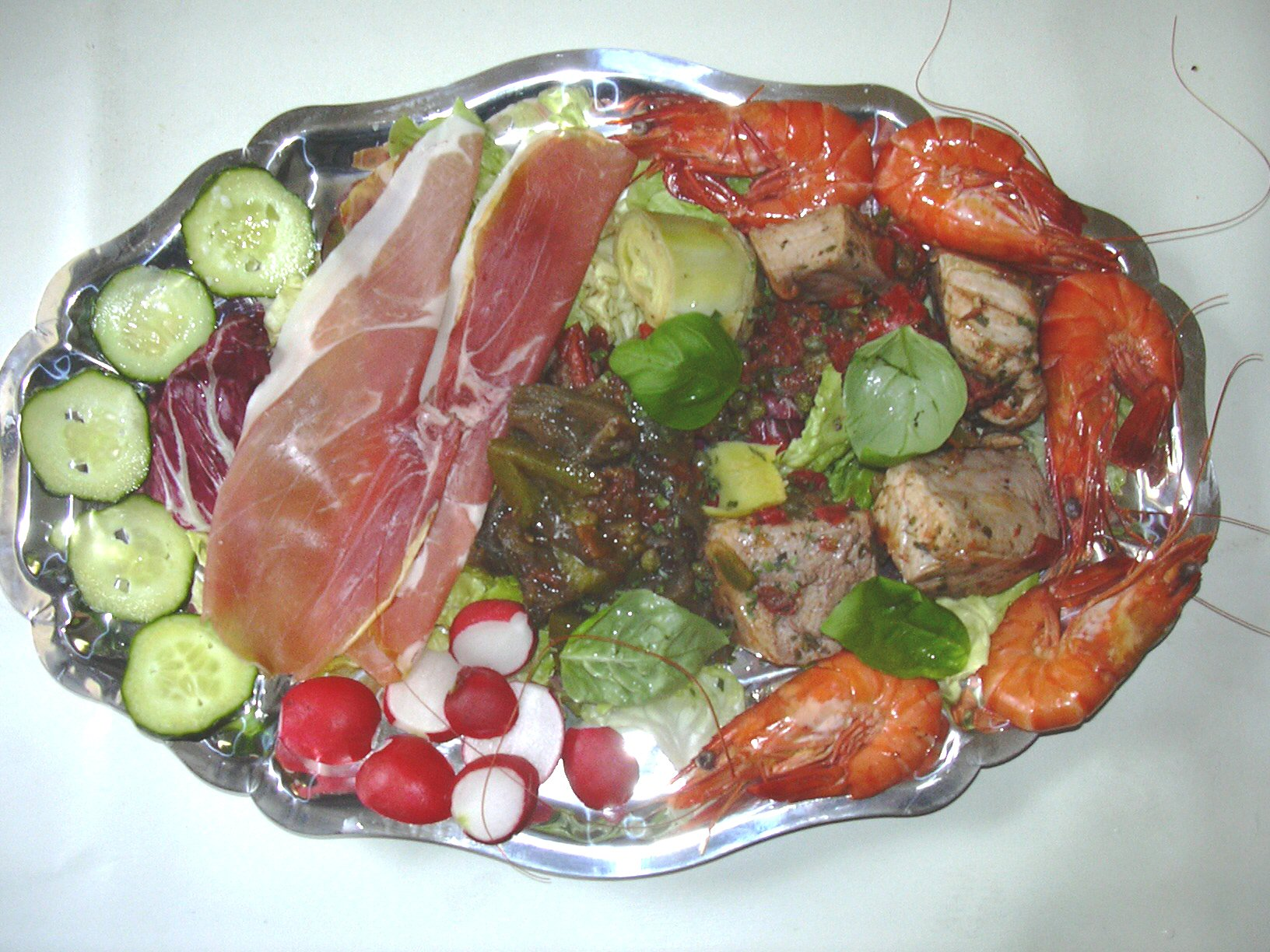
Gustare rece din bucătăria italiană

## Sortimente de gustări
Gustări calde
- crenvurști în foietaj

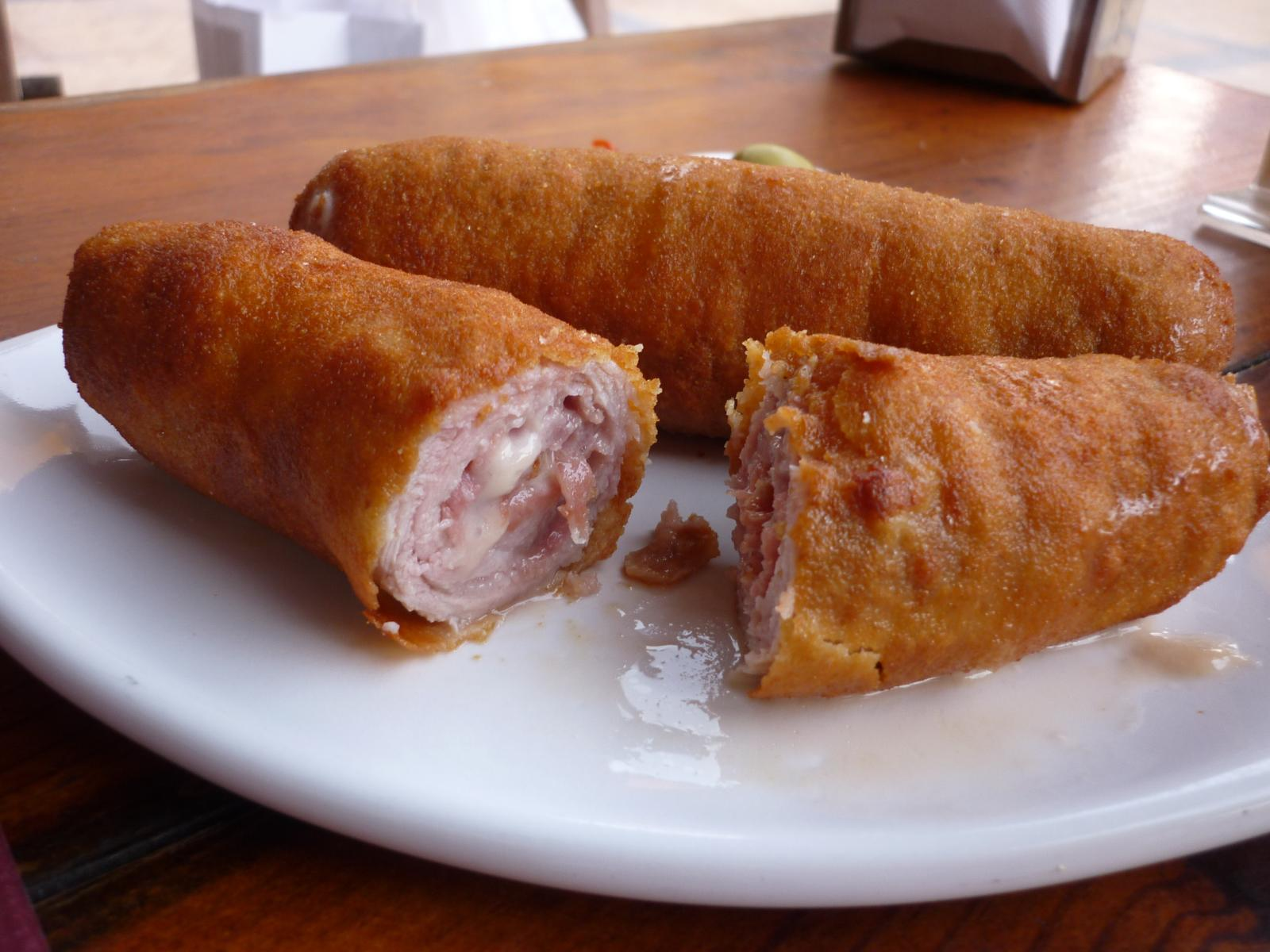
Crochete pane din șuncă și cașcaval

- crochete pane din șuncă și cașcaval
- chfteluțe speciale
- bulete de creier
- bulete de cașcaval
- tarte cu ciuperci
- ciuperci umplute
- bușeuri cu ciuperci
- pateuri cu brânză
- triangle cu brânză
- cârnăciori oltenești
- ficăței de pasăre
- gujon de pește
- mușchi file

Gustări reci
- tartine cu: icre de Manciuria, cașcaval, pastă de brânză, salam de Sibiu, pastă de pește, etc.
- rosii umplute cu: pastă de brânză, salată de vinete, ciperci, crudități
- ciuprci umplute
- somon afumat pe lămâie
- macrou marinat pe lămâie
- pate de ficat pe portocală
- ou umplut
- pastă de brânză pe ardei
- rulou de șuncă umplut cu: salată à la russe, crudități
- pastă de icre pe lămâie
- rulou de cașcaval cu: struguri, măr, afine
- cocktail de crudități
- salam de Sibiu
- cașcaval
- doboș din cașcaval și șuncă
- rulou din piept de pui umplut cu legume
- icre negre

Gustările, atât cele reci cât și cele calde, pot fi însoțite de băuturi aperitive, precum vinul (de obicei vinuri din categoria spumantelor), berea, vermutul, bitterul, diferite rachiuri naturale sau industriale etc.